# Marloffstein
Marloffstein – miejscowość i gmina w Niemczech, w kraju związkowym Bawaria, w rejencji Środkowa Frankonia, w regionie Industrieregion Mittelfranken, w powiecie Erlangen-Höchstadt, wchodzi w skład wspólnoty administracyjnej Uttenreuth. Leży około 5 km na północny wschód od Erlangen.

## Dzielnice
W skład gminy wchodzą następujące dzielnice: 
- Marloffstein
- Adlitz z Schneckenhof
- Atzelsberg
- Rathsberg

## Polityka
Rada gminy składa się z 12 członków:
|      | CSU | SPD | Wolni Wybrcy | Razem     |
| 2002 | 6   | 2   | 4            | 12 miejsc |